# Niphanda
Niphanda é um género de borboleta da família Lycaenidae e membro único da tribo Niphandini. Os membros (espécies) deste género encontram-se na região indo-malaia  e na região paleoártica. O género foi criado por Frederic Moore em 1875.

## Espécies
- Niphanda anthenoides(Okubo, 2007)[3]  Filipinas (Mindanao)
- Niphanda aristarcha[2]
- Niphanda asialis (de Nicéville, 1895) Índia à Pensínsula da Malásia, Sul do Yunnan, Sumatra, Java[2]
- Niphanda cymbia (de Nicéville, [1884][2]
- Niphanda cyme (Fruhstorfer, 1919) [5]
- Niphnada dispar (Bremer, 1864) [3]
- Niphanda formosensis(Matsumura, 1929)[3]
- Niphanda fusca (Bremer & Grey, 1853) Amur, Ussuri, Transbaikal, Nordeste da China,  Japão[2]
- Niphanda lasurea(Graeser, 1888)[3]
- Niphanda marcia(Fawcett, 1904)[3]
- Niphanda niphonica(matsumura, 1929)[3]
- Niphanda onoma(Fruhstorfer, 1919)[3]
- Niphanda plinioides(Moore, 1883)[3]
- Niphanda reter(Druce, 1895)[3]
- Niphanda shijima(Fruhstorfer, 1919)[3]
- Niphanda stubbsi Howarth, 1956 Península da Malásia.
- Niphanda tessellata Moore, [1875] Burma, Tailândia, Península da Malásia, Sundalândia, Filipinas
- Niphanda tituria(Fruhstorfer, 1919)[3]